# ソー:ラブ&サンダー
『ソー:ラブ&サンダー』（原題: Thor: Love and Thunder）は、マーベル・コミックのキャラクター「ソー」を基とする、2022年のアメリカ合衆国のスーパーヒーロー映画である。監督はタイカ・ワイティティ、脚本はワイティティとジェニファー・ケイティン・ロビンソン、出演はクリス・ヘムズワース、クリスチャン・ベール、テッサ・トンプソン、ナタリー・ポートマンら。『マイティ・ソー バトルロイヤル』の続編でシリーズ4作目、また、「マーベル・シネマティック・ユニバース」の29作目。

## あらすじ
殆どの生命体が死に絶えたある惑星の砂漠を二人の親子が歩いていた。神ラプーを信仰する一族の生き残りであるゴアは娘のラブと共に最後の生き残りとして彷徨い続けており、食料も水もなくなったゴアは神に祈りを捧げるも甲斐なくラブは力尽きて死亡する。自身も力尽きようとしていたその時、彼は謎の囁きを聞きつけ、その方向に向かうと緑豊かなジャングルがあり、そこでは神ラプーが神を殺す武器ネクロソードの所持者の討伐を祝して宴を催していた。ゴアはラプーに助けを求めるがラプーは自身の為に死ぬことは当たり前のことであると助けを拒絶。それを聞き絶望したゴアは信仰を捨てる。腹を立てたラプーに殺されかけるゴアだがその神々への憎しみからネクロソードに新たな所持者として選ばれるのだった。彼はラプーを殺害すると全ての神を殺すことを誓い、神殺し“ゴッド・ブッチャー”として活動を始める。
サノスとの最終決戦の後でソーとコーグはガーディアンズ・オブ・ギャラクシーと共に宇宙へ旅立ち、様々な惑星で助けを乞う人々を救う活動をしていた。各星の神々が次々と殺害され、その星で争いごとが頻発する状況に陥っている状況でその中に旧知であるシフの救難信号を見つけたソーはガーディアンズと別れ、コーグと共にシフの元に向かう。重傷を負ったシフの元に訪れたソーはゴアの存在とゴアが地球のニューアスガルドを狙っていることを知るとコーグと共に一旦地球に戻る決断をする。
一方の地球ではソーの元恋人であるジェーンがステージ4の癌を患い、闘病を行っていた。化学療法に効果を見いだせない彼女はかつてソーの持ち物であり、彼の姉ヘラに破壊されたムジョルニアが生命の回復能力を持っていることを示唆する文献を読み、ニュー・アスガルドに赴いてムジョルニアの破片が展示されている場所に行くと、粉々になっているムジョルニアが反応を示す。
ソーが地球に帰還するとシフの話していた通り、ゴアはニューアスガルドを襲撃していた。ゴアが作り出した怪物たちに対しニューアスガルドの王となっているヴァルキリーと住人たちが応戦する中にソーも加わるが、彼は戦う人々の中に再生したムジョルニアを扱うジェーンの姿を見つけ驚愕する。ジェーンはムジョルニアの新たな持ち主に選ばれ、新たなマイティ・ソーとして覚醒を果たしたのであった。ソー、ジェーン、ヴァルキリーたちの活躍でゴアは一度退けられるが彼の能力によってヘイムダルの息子であるアクセルを含めたニューアスガルドの子供たちが拉致されてしまう。
ゴアの拠点に目星をつけたソーは子供たちを救うべく、ジェーン、ヴァルキリー、コーグと共に神々が集まる街、オムニポテンツ・シティに赴き、援軍を要請しようとする。様々な世界の神が集まる場を取り仕切る神ゼウスにソーは直談判を行うがゼウスは援軍は愚か、自身の武器であるサンダーボルトの貸し出しも拒否。ゼウスはゴアの最終目的が宇宙の中心にあるどんな願いも一つ叶える場所『永久(とこしえ)』に行き、神々の抹殺を願おうとしているという。そしてそれを果たすことはゴアにはできないと考えており、オリンポスの場所がゴアに露呈するのを嫌ってソーたちをオムニポテンツ・シティから出さないと決める。ソーたちはそれを拒絶し脱出を試みるがコーグがゼウスによって顔面を残して破壊されてしまい、激怒したソーはゼウスに一撃を加えて昏倒させるとサンダーボルトを強奪して脱出する。
ゴアの拠点に向かったソー、ジェーン、ヴァルキリーだったがそこでジェーンはゴアの目的は子供を拉致してソーをおびき寄せ、ソーの持つストームブレイカーの能力を利用して『永久』への道を開くことだったのを知り、ストームブレイカーを遠ざけようとするも失敗。3人はゴアと戦うがヴァルキリーが重傷を負ってしまったため、一時地球に退却をするがその過程でストームブレイカーをゴアに奪われてしまう。
地球に戻ったソーはジェーンが衰弱しているのを目にする。ムジョルニアの能力使用によってジェーンは引き換えに癌への抵抗力を失っていることが調べた結果分かり、これ以上ムジョルニアを使用すると直ぐに死につながることがわかる。子供たちを救うまでは戦い続けることを願うジェーンをソーは生きてほしいと留め、ゼウスから奪ったサンダーボルトの能力を利用して単身で『永久』への道を開こうとするゴアの元に駆け付ける。
拉致されている子供たちを解放したソーは彼らに能力を分け与えるとゴアの作った怪物たちの相手をさせ、サンダーボルトを手にゴアに立ち向かう。ゴアの強靭さに劣勢を強いられるソーだがそこに命を賭して駆けつけたジェーンが現れ加勢に入る。ストームブレイカーを奪還したソーはそれをアクセルに与えて地球に先に帰還させるとジェーンと協力し、ネクロソードを破壊、ゴアに致命傷を与えるが『永久』の扉を開いていたゴアはそこに向かい、ソーも続く。
『永久』の前で力尽きる前に願いを行おうとするゴアの後ろにソーは立っていたが彼の後ろには能力の使用によって力尽きようとしているジェーンもいた。ゴアを倒すことよりソーはジェーンへの愛情から彼女に最後まで寄り添う決断をし、ゴアにその気持ちを語るのだった。ジェーンはソーの腕の中で光の粒となって消滅。それを見たゴアは『永久』に神々の抹殺ではなく、自身の娘ラブの復活を願う。蘇ったラブをソーに託したゴアはその場で息絶えるのだった。
ソーはラブを引き取ると二人で宇宙で人助けを行う活動を始め、その二人が後に「ラブ＆サンダー」と呼ばれるようになったことがコーグより語られる。
物語はジェーンがヴァルハラに召されてヘイムダルに迎えられる一方、ゼウスが神々の強大さを知らしめるためにヘラクレスに指示を出したところで幕を閉じる。

## 登場人物・キャスト
ソー
演 - クリス・ヘムズワース、日本語吹替 - 三宅健太
北欧神話の雷神“トール”のモデルであり、アスガルド最強の雷神にしてアベンジャーズのメンバー。サノスとの最終決戦後に、ガーディアンズ・オブ・ギャラクシーと共に宇宙へと旅立った後、見事にシェイプアップしてかつての体と力を取り戻す。宇宙各地で神々が殺されてることを機にガーディアンズと別れ、再びニュー・アスガルドへと戻り、そこでムジョルニアを手にしマイティ・ソーへと覚醒したジェーンと再会する。
幼少期のソー
演 - サシャ・ヘムズワース、トリスタン・ヘムズワース
ジェーン・フォスター / マイティ・ソー
演 - ナタリー・ポートマン、日本語吹替 - 坂本真綾
ソーの元恋人で、今では超の付く世界に有名になった天体物理学者。明確な描写や言及は無かったが、デシメーションの影響で5年間消滅していたが、アベンジャーズの尽力によって復活した。半年前に受けた検査でステージ4の癌と知り、様々な治療を受けているが効果がない。ふと目に入った北欧神話の本でムジョルニアの力について知りニュー・アスガルドに現れる。すると突然、ムジョルニアからマイティ・ソーとしての力を授かり、ニュー・アスガルドでゴアの襲撃に応戦しているソーの前に再び現れる。
少女時代のジェーン・フォスター
演 - アヴァ・カリョフィリス、日本語吹替 - 岡田日花里
ヴァルキリー（ブリュンヒルデ）
演 - テッサ・トンプソン、日本語吹替 - 沢城みゆき
北欧神話の楯の乙女“ブリュンヒルド”のモデルであり、アスガルドの女戦士“ヴァルキリー”の最後の一人。サノスとの最終決戦後、ソーからノルウェーにあるニュー・アスガルドの王位を譲られ新国王へと即位した。王としての職務を楽しんではいるが、内心では戦いたいと思っている。ゴアの襲撃を受けて、再びソー達と共に戦いに繰り出す。
コーグ
演 - タイカ・ワイティティ、日本語吹替 - 金谷ヒデユキ
全身が岩で構成されたクロナン人でソーの友人。彼もソーと同じく、サノスとの最終決戦後にガーディアンズと共に旅立つ。本作では、語り手としてソーのこれまでの物語を話す役割も担っている。
ゴア
演 - クリスチャン・ベール、日本語吹替 - 子安武人
全ての神々を亡き者にするため、神を殺す力を宿した呪われた剣「ネクロソード」を手に動き出す傷ついた男。各星々で神々を殺し回っていることから、「ゴッド・ブッチャー（神殺し）」の異名を持つ。
演じたベールは、2012年の映画『ダークナイト ライジング』以来10年ぶりのスーパーヒーロー映画への出演となった。
ピーター・クイル / スター・ロード
演 - クリス・プラット、日本語吹替 - 山寺宏一
子供の頃に地球から天界人である父エゴに依頼されたヨンドゥ・ウドンタに誘拐され、ラヴェジャーズによって育てられたガーディアンズ・オブ・ギャラクシーのリーダー。自分と同じように大切な人を喪い、戦いで傷付いたソーにアドバイスを与える。
ドラックス
演 - デイヴ・バウティスタ、日本語吹替 - 楠見尚己
ガーディアンズのメンバーであるパワーファイター。
グルート
声 - ヴィン・ディーゼル、日本語吹替 - 遠藤憲一
ガーディアンズのメンバーである樹木型ヒューマノイド。
ロケット
声 - ブラッドリー・クーパー、日本語吹替 - 加藤浩次
アライグマをベースにした元賞金稼ぎ兼傭兵。ガーディアンズのメンバーで、武器と武術の達人でもあるエンジニア。
ネビュラ
演 - カレン・ギラン、日本語吹替 - 森夏姫
義父のサノスによって殺し屋として育成・サイボーグ化されたガモーラの義妹。その義父との最終決戦後にガーディアンズと共に旅立つ。
マンティス
演 - ポム・クレメンティエフ、日本語吹替 - 秋元才加
触れた人の心を読んだり感情を操れる共感能力(エンパシー)を持っているガーディアンズのメンバー。
クラグリン・オブフォンテリ
演 - ショーン・ガン、日本語吹替 - 土田大
かつてはヨンドゥ・ウドンタの側近だった元ラヴェジャーズのメンバー。彼の死後にヤカの矢を引き継ぐ。行く先々の星で出会った女性とよく結婚をする。
シフ
演 - ジェイミー・アレクサンダー、日本語吹替 - 北西純子
ソーの幼馴染であるアスガルドの女戦士。ゴアの襲撃を受けてソーに救難信号を送る。その後片腕を失うが生き延びて、ソーと共に地球にあるニュー・アスガルドへと行く。
ゼウス
演 - ラッセル・クロウ、日本語吹替 - 千葉繁
ギリシア神話の雷神であり、オリュンポス十二神の最高神。最強の力を持つ武器「サンダーボルト」を所有しており、同じ雷神であるソーも憧れているうえに色んな影響を受けている。オムニポテンス・シティに集う神々達の中でも絶大な力と影響力を持っているが、かなりぐうたらな性格である。ゴアを倒すべく自身へ協力を求めに来たソーをあしらって拘束し、ネクロソードを持つゴアへの恐怖から協力を拒否したうえにオムニポテンス・シティの場所をゴアに知られることを恐れてソー達を街に閉じ込めようとしたが、ソー達に反撃されてしまう。戦いの最中、サンダーボルトでコーグの身体を砕いた事でソーの怒りを買い、自身が投げたサンダーボルトを奪取したソーに雷撃を喰らわされた事で倒されてしまう。ミッドクレジットシーンにて生存していることが明らかになり、自身を倒しサンダーボルトを奪ったソーへ怒りを露にし、ソーを倒すべく、そして神々の強大さを知らしめるべく、刺客として息子のヘラクレスを差し向ける。
未公開シーンでは、病床のジェーンと二人きりで言葉を交わしている時に実は病室のカーテンに隠れて盗み聞きしており、ソーを外に呼び出し、サンダーボルトは「心で扱うもの」であると伝授していた。 永久の祭壇への同行を問いかけるソーに、ゼウスは「たどり着けるのは純粋な者だけ。ゼウスは純粋さとは無縁だ」と答える等、良い面もあるという描写があった。
ディオニューソス
演 - サイモン・ラッセル・ビール
オリュンポス十二神の神の一人。
バスト
演 - アコシア・サベト
ミーク
演 - カーリー・リース（モーションキャプチャー）
ラプー
演 - ジョナサン・ブルー、日本語吹替 - 高岡瓶々
ゴアの星の人々が崇拝していた神。信奉者に対して何の感情もなく「神々の為に苦しむ」のが役目としか思っていない暴君。娘を失っても信じていたゴアに対してバカにした暴言を吐き捨て殺そうとしたが、その怒りから自身への信仰を捨て、ネクロソードに選ばれ剣を手にしたゴアによってあっさりと殺された。この事を切っ掛けに、ゴアは「ゴッド・ブッチャー（神殺し）」としての道を歩むこととなる。
ロキを演じる役者
演 - マット・デイモン、日本語吹替 - 中村章吾
ソーを演じる役者
演 - ルーク・ヘムズワース、日本語吹替 - 宮本淳
オーディンを演じる役者
演 - サム・ニール、日本語吹替 - 宮崎敦吉
ヘラを演じる役者
演 - メリッサ・マッカーシー、日本語吹替 - 美々
演劇の監督
演 - ベン・ファルコーン、日本語吹替 - 田所陽向
ダリル
演 - ダーレイ・ピアソン、日本語吹替 - 兼政郁人
アスガルドのツアーガイド。演じたピアソンはマーベル・ワンショットの『チーム・ソー』シリーズから続投する。
アクセル
演 - キーロン・L・ダイアー、日本語吹替 - 木村皐誠
サノスの襲撃で命を落とした、ヘイムダルの息子。本名はアストリッドだが、ガンズ・アンド・ローゼズに影響されて改名をする。ヘイムダルと同じ能力を持っている。
ラブ
演 - インディア・ローズ・ヘムズワース、日本語吹替 - 安藤紬
ゴアの娘。飢餓により命を落とすが、終盤に「永久（とこしえ）」の力で生き返る。その後はソーが親代わりとなり、一緒に宇宙を旅しながら人助けをして暮らしている。不明だが、目からビームを放った事から、何かしらの能力を持っている。
エリック・セルヴィグ
演 - ステラン・スカルスガルド、日本語吹替 - 金子由之
ジェーンの父親代わりで、ソーの友人でもある天文物理学者。明確な描写や言及は無かったが、ジェーンと同じくデシメーションの影響で5年間消滅していたが、アベンジャーズの尽力によって復活した。
ダーシー・ルイス
演 - カット・デニングス、日本語吹替 - 田村睦心
ジェーンの親友である天文物理学者。ウエストビューでの事件では、天文物理学の博士号とコンピューターへのハッキング能力を有しており、S.W.O.R.D.によるウエストビューの調査へと協力し、事件解決に尽力した。
ヘラクレス
演 - ブレット・ゴールドスタイン、日本語吹替 - 神奈延年
ゼウスの息子。ソーへの怒りを露わにするゼウスが、ソーへ刺客として差し向けることとなる。ミッドクレジットシーンに登場。
ヘイムダル
演 - イドリス・エルバ、日本語吹替 - 斉藤次郎
北欧神話の光の神“ヘイムダル”のモデルであるアスガルドの戦士にして、かつてはビフレストの天文台の番人だった戦士で、アクセルの父。ポストクレジットシーンに登場。サノスの襲撃で命を落とし、本作では、神々の世界ヴァルハラへと辿り着いたジェーンを歓迎する。
この他に、ジェニー・モリスがニュー・アスガルドの市民、エルサ・パタキーが狼女を演じている。ジェフ・ゴールドブラムはグランドマスター、ピーター・ディンクレイジはエイトリを演じていたが、本編からはシーンがカットされている。また、レナ・ヘディも本作に出演していたが、彼女の出演していたシーンもカットされている。

## 設定・用語
ムジョルニア
北欧神話の鎚「ミョルニル」のモデルである鉄槌。使用する者に雷神の力を齎してくれるが、高潔な魂の持ち主にしか扱うことができず、それに値しない者には持ち上げることも動かすこともできない。ソーの長年の愛用の武器だったが、復活した姉である死の女神ヘラに投げつけたときにたやすく受け止められ、そのまま粉砕されてしまう。今作では、ニュー・アスガルドにおいて観光名所の一つとして展示されていた。そこに末期癌にかかっていたジェーンが、バイキングにまつわる伝説の「ムジョルニアを手にした者は健康な肉体を手に入れる」という一文をみてその場に赴いたところ、ジェーンを新たな持ち主として認め、武器として再生を果たし、ジェーンをマイティ・ソーとして覚醒させる。
ストームブレイカー
ワカンダにおけるサノスの群勢との戦いから使用する、ソーの新たな愛用の武器である大斧。「王の武器」「アスガルドの歴史上最強の武器」と称される。かつてのソーの武器であるムジョルニアと同等の能力に加え、虹の橋「ビフレスト」を発生させる能力を備えている。今作ではソー達が宇宙を旅するために乗る船の動力と、ゴアが「永久（とこしえ）」に辿り着く為の手段として使用される。
ネクロソード
太古の昔より受け継がれてきた古代の武器。神々を殺せる力を宿しているが、これを振るう者たちは徐々に魂を蝕まれていく呪われた剣としても知られている。他にも、影から影へと自在に移動したり、「影の怪物（シャドー・モンスター）」を召喚・使役することが出来る能力を有している。冒頭にて、ラプーに絶望し彼への信仰を捨てたゴアを次なる所有者に選び、ゴアはそれを受け入れ全ての神々を殺すべく「ゴッド・ブッチャー（神殺し）」として活動を始める。
サンダーボルト
全知全能の神であるゼウスが所有する稲妻形の武器。ムジョルニアやストームブレイカーのように雷神の力を宿しており、ビフレストのように宇宙のあらゆる場所へとテレポート出来る能力も有している。
オムニポテンス・シティ（全能の街）
宇宙の様々な世界の神々が集う街。全知全能の神であるゼウスが取り仕切っている。
永久（とこしえ）
宇宙の中心に存在し、最初に辿り着いた者の願いを一つだけ叶える最も強力な存在がいる場所。ただし、辿り着くためには虹の橋「ビフレスト」を使わなければならない。

## 公開
当初はMCUフェーズ4として発表された時は2021年11月5日予定だったが、新型コロナの影響で延期され、2022年2月18日に、更に延期され2022年7月8日となった。
定額制動画配信サービスであるDisney+では日米共に2022年9月8日から配信開始されることが同年8月23日に発表された。

### 上映禁止
2022年7月、本作がマレーシアにおいて劇場公開されないことが報じられた。元は二度の公開延期後、新たな公開予定日からさらに無期限延期とされていた。ディズニーはコメントを出していないが、Variety誌によれば一部シーンのカットを当局が要求しそれをディズニーが拒否したためとしている。
一部の右翼・保守団体は本作にLGBTQの描写があるためにボイコットを呼びかけた。

## 作品の評価

### 映画批評家によるレビュー
ウェブサイトRotten Tomatoesの評価は2022年7月27日現在66%Tomatometerとなっている。